# 趙玭
趙玭（921年—978年），五代后晋至北宋时期将领、政治人物，澶州（今河南省濮阳市）人。
趙玭家中富有財产。後晋天福年間，納粟入国庫，补任集賢小史，又改任濮州司户参軍。濮州刺史白重赞见趙玭年少，要試試他的能力，让他处理积压的刑事事件，趙玭判案公平合理。白重赞历任虢州、成州刺史，以趙玭作为属下的从事。秦州何重建归降後蜀，高彦儔担任後蜀的秦州刺史，成州归于後蜀的統治下，趙玭担任秦成階等州观察判官。
後周显德二年（955年）王景率軍攻打後蜀秦州、鳳州。高彦儔派援軍，未到，听说後蜀敗战，于是撤退。趙玭閉城門不纳，劝説城中军民归顺後周。于是趙玭以城降于後周。周世宗想让趙玭出任藩鎮，宰相范质反对。于是任命趙玭为郢州刺史，后来历任汝州刺史、密州刺史、泽州刺史。
宋朝建隆年間，入朝为宗正卿。乾德元年（963年）出为泰州刺史。乾德二年（964年）担任左監門衛大将軍、判三司。趙玭態度急躁，常常不合上意，趙匡胤对他表示容忍。趙玭得知宰相趙普暗中买卖秦州、隴州的材木，密告给皇帝，赵匡胤不置可否。乾德六年（968年），交纳告命，被勒令回归私宅。他怕赵普报复，求退居鄆州，没有被允许。開宝四年（971年），他在趙匡胤面前告发趙普之罪，王溥等人认为趙玭是污蔑大臣。趙匡胤詰問趙玭，命武士鞭打他。趙普为他求情，于是趙玭左遷汝州牙校。太平興国三年（978年）去世。享年五十八岁。